# Dora Salazar
Dora Salazar Romo (Alsasua, Navarra, 1963) es una artista plástica española. Trabaja en diversos campos del arte como la pintura, el dibujo y la ilustración de libros. Trabaja principalmente con escultura.

## Biografía

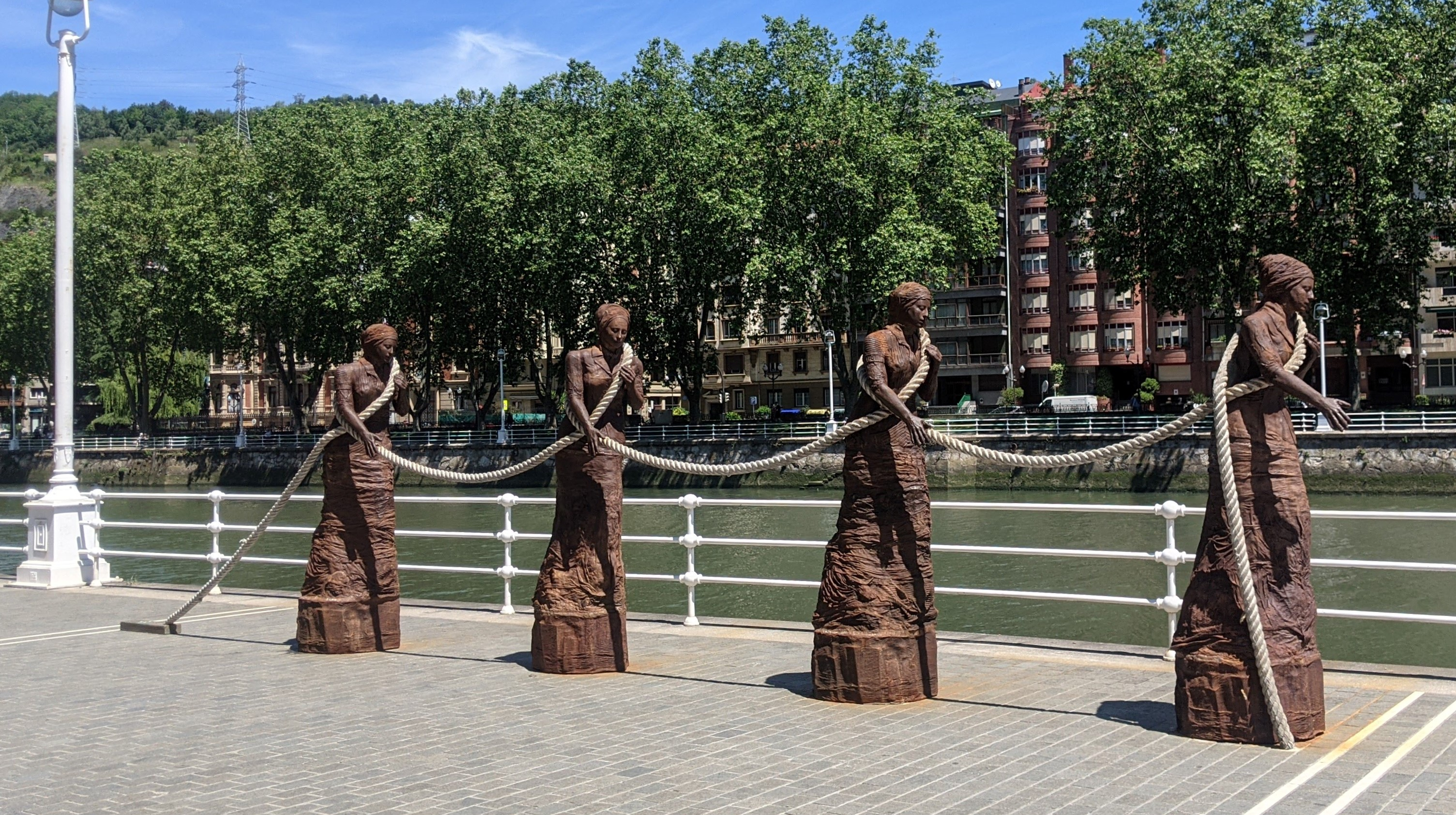

Durante los años 1981-1986 estudió en la Facultad de Bellas Artes de la Universidad del País Vasco. Más adelante en 1986 a 1989 se doctoró en escultura.
Vive en Bilbao y tiene su estudio allí. Su primer estudio estuvo en Alsasua. En su obra, uno de los temas principales está relacionado con la mujer.[cita requerida]

## Exposiciones

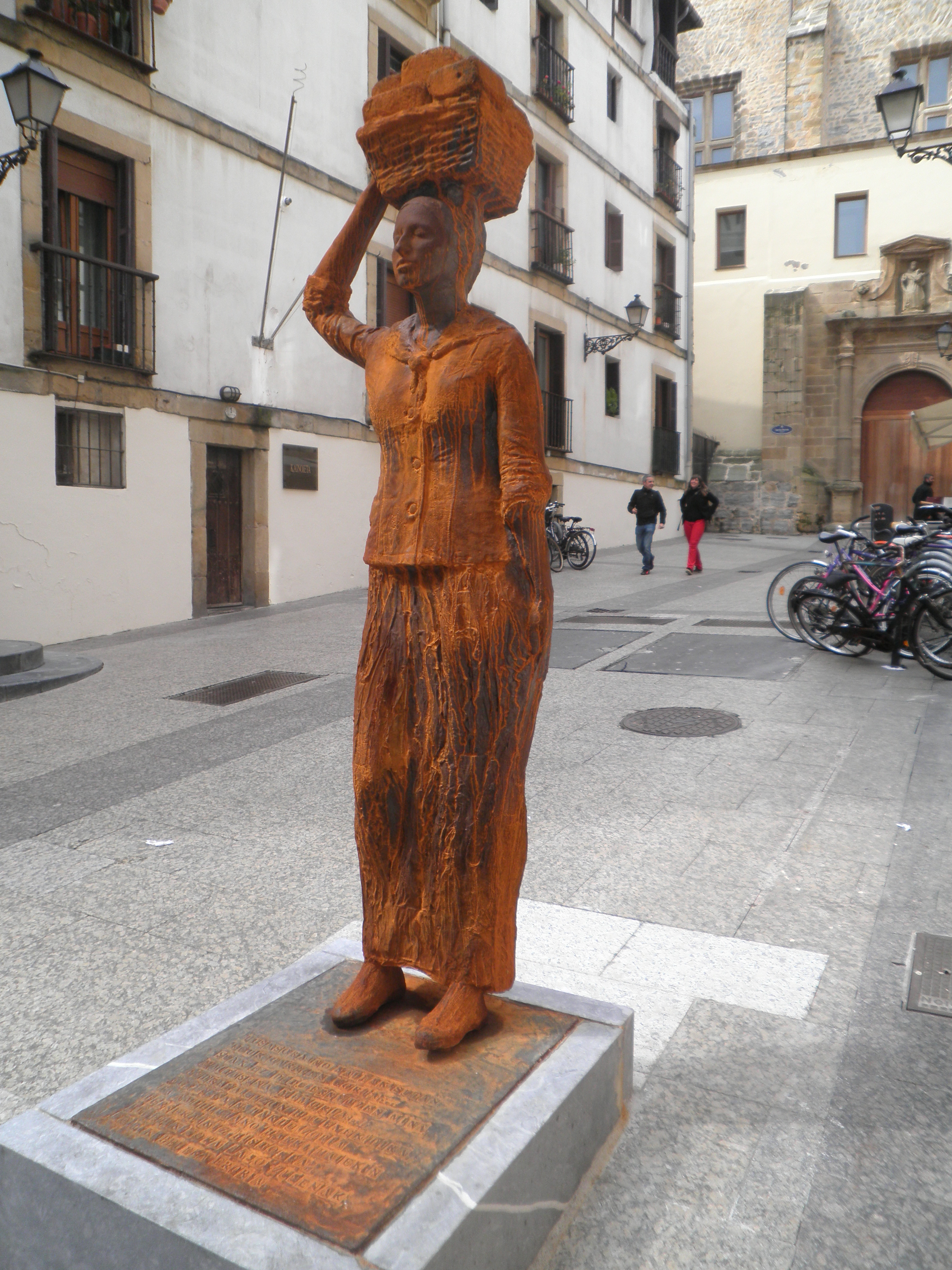

En 2021, Salazar hizo el conjunto escultórico de las sirgueras en el paseo Uribitarte de Bilbao, a modo de homenaje a las amazonas de la ría de Bilbao. El conjunto está compuesto por cuatro figuras de más de dos metros de altura y fueron colocadas en la misma zona donde lo hicieron los caballeros hace un siglo.
En 2021 participó de la exposición colectiva "Womanology", en el Museo de Bellas Artes de Bilbao.
En 2019 participó de la exposición Océano en el Museo Marítimo de San Sebastián. Durante su estancia en San Sebastián presentó dos obras de la serie "Acuática" que creó en 1998: Mascarón de proa. Cobre, acero y luz y Cola de sirena, acero, hierro y cobre.

## Premios
- 1987: Bizkaiko artea. Segundo premio en escultura.[cita requerida]
- 1989: Bizkaiko artea. Acceso a la escultura..[cita requerida]
- 1990: "Gure Artea", primer premio en escultura..[cita requerida]
- 1990: Bizkaiko artea. Acceso a la escultura..[cita requerida]
- 1992: Segundo premio en el concurso de escultura Europistas..[cita requerida]
- 1995: Premio del Ministerio de la Juventud de Luxemburgo . Prix du Ministère de la Jeunesse..[cita requerida]
- 1997: Primer premio en la convocatoria del concurso para decorar con escultura el Paseo Marítimo de Zarauz..[cita requerida]